# Revista Museo
La Revista Museo es la revista de divulgación científica editada por la Fundación del Museo de La Plata (Provincia de Buenos Aires, Argentina). 

## Objetivos
El objetivo de esta publicación es dar divulgación al mayor público posible los conocimientos y líneas de investigación que se desarrollan en las ciencias naturales y antropológicas dentro del Museo de La Plata. También presenta trabajos originales sobre los investigadores que han trabajado o siguen trabajando en esta institución. Es por ello que la revista pretende tener un lenguaje accesible a todos los públicos y evitar los tecnicismos excesivos. Hasta el año 2023 había publicado 32 volúmenes que se hallaban disponibles en línea. También da divulgación a las actividades que realiza la Fundación Museo de La Plata y de la vida cultural de la comunidad platense.

## Historia
La Revista Museo se publica de forma semestral los meses de junio y diciembre de cada año desde 1992. Sufrió un parate de un año y medio debido a la crisis económica que sufría la Argentina durante esos años. La revista se volvió a editar en julio del 2000. A partir de aquí se editó un número anual, en los primeros años en los meses de julio o diciembre, pero desde el 2007 en noviembre y desde el 2019 en diciembre. En los años 2012 y 2014 no se editó.